# Perivólia (ort i Grekland)
Perivólia är en ort i Grekland.   Den ligger i prefekturen Nomós Chaniás och regionen Kreta, i den södra delen av landet, 280 km söder om huvudstaden Aten. Perivólia ligger 50 meter över havet och antalet invånare är 3 320.
Terrängen runt Perivólia är kuperad åt sydost, men åt nordväst är den platt. Havet är nära Perivólia åt nordväst. Runt Perivólia är det glesbefolkat, med 16 invånare per kvadratkilometer. Närmaste större samhälle är Chania, 4,3 km nordost om Perivólia. 